# Офицерская линейка

Офицерская линейка советского образца

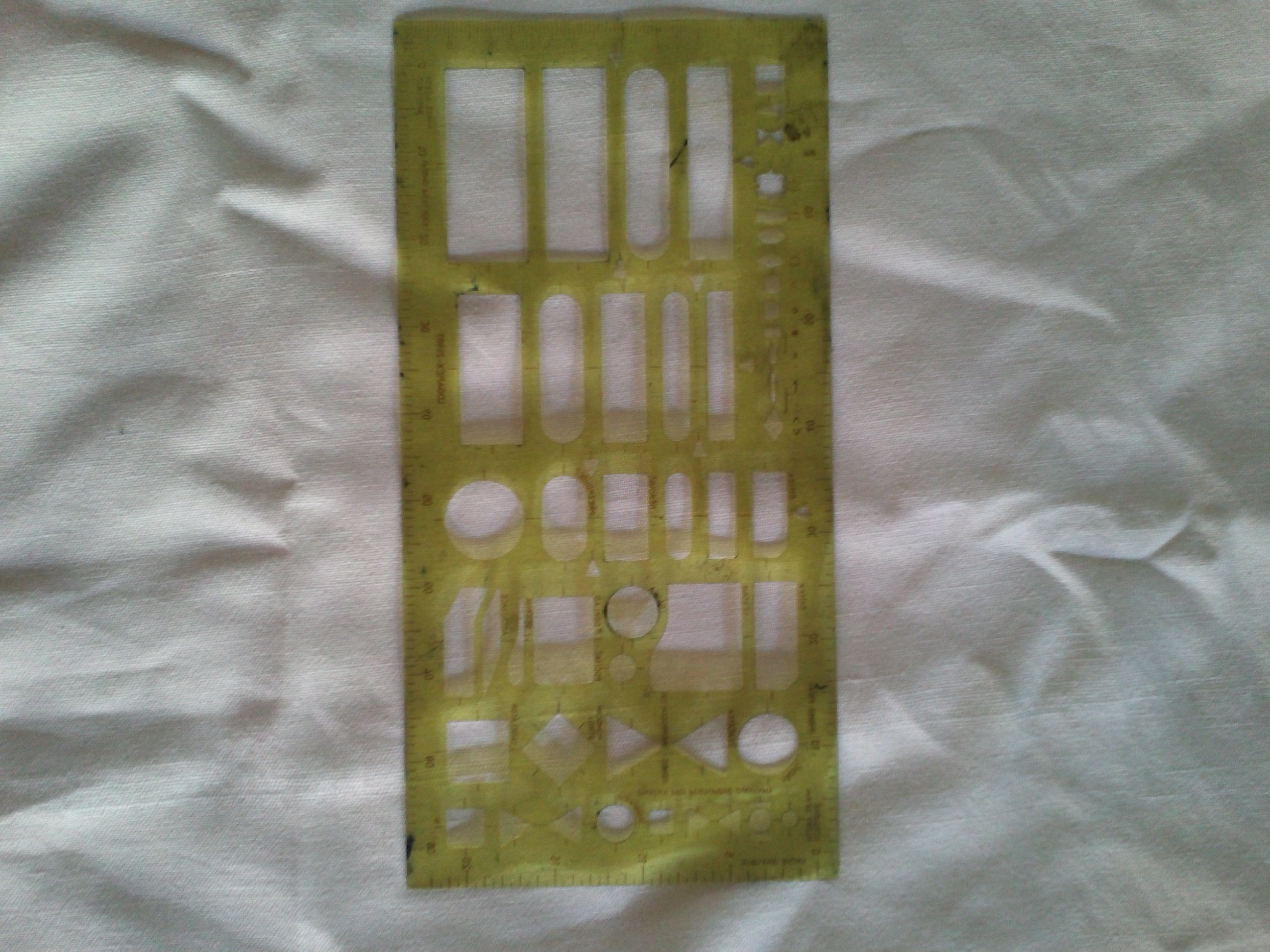
Линейка «Логарекс», послужившая основой для офицерской линейки

Офице́рская лине́йка — специальная линейка, инструмент для работы офицера, представляющий собой прозрачную пластину, пластмассовый прямоугольник с прорезями (трафаретами, лекалами, транспортиром, нанесёнными делениями для измерения углов, расстояний, нанесения условных знаков на топографических картах и других рабочих документах).
По-немецки — Taktiklineal (тактическая линейка).
По-английски — combat mission plotter (линейка боевых мероприятий)
Офицерская линейка в СССР изготавливалась из прозрачного целлулоида жёлто-серого цвета, в современный период России — из твёрдой прозрачной пластмассы (полистирола) различных цветов. В Союзных ВС существовала и Морская офицерская линейка.

## Назначение
Дело оставалось лишь за подготовленными полётными картами. Кроме маршрута с аэродромами нужно было обозначить запретные зоны, радионавигационные средства, превышение рельефа и многое другое. Сильно помогала в этом офицерская линейка. Офицерская линейка имела трафареты, и приготовление карт было делом не слишком утомительным. Однако офицерские линейки не входили в комплект обязательного штурманского снаряжения, а продавались в военторгах иногда, и были линейками не только офицерскими, но и дефицитными. У меня была такая ценная офицерская линейка.— Поправкин, Офицерская линейка

Офицерская линейка (Plotter, Combat Mission — PLU-6/C), для работы на картах масштаба 1 : 250 000 и 1 : 500 000.

Применяется для ориентирования по топокарте, на местности, определения координат, с её помощью возможно вычерчивать шрифты, фигуры, цифры, измерять углы. Фактически представляет собой универсальный инструмент и полный набор чертёжных приспособлений в одном инструменте.
Предназначена для:
- измерений, в том числе и на топографических картах и планах;
- нанесения на рабочие документы (топографическая карта) условных знаков, как то:
  - формирований своих и противника.
  - их задач по предназначению
  - их действий, планируемых и реальных
  - размещения различного вооружения, техники и средств
  - применения различного оружия и техники
  - запретных зон, зон пожаров, затоплений, радиационных, химических, биологических (бактериологических) заражений
  - военно-автомобильных дорог, маршрутов, колонных путей
- создания графических изображений, схем, планов.

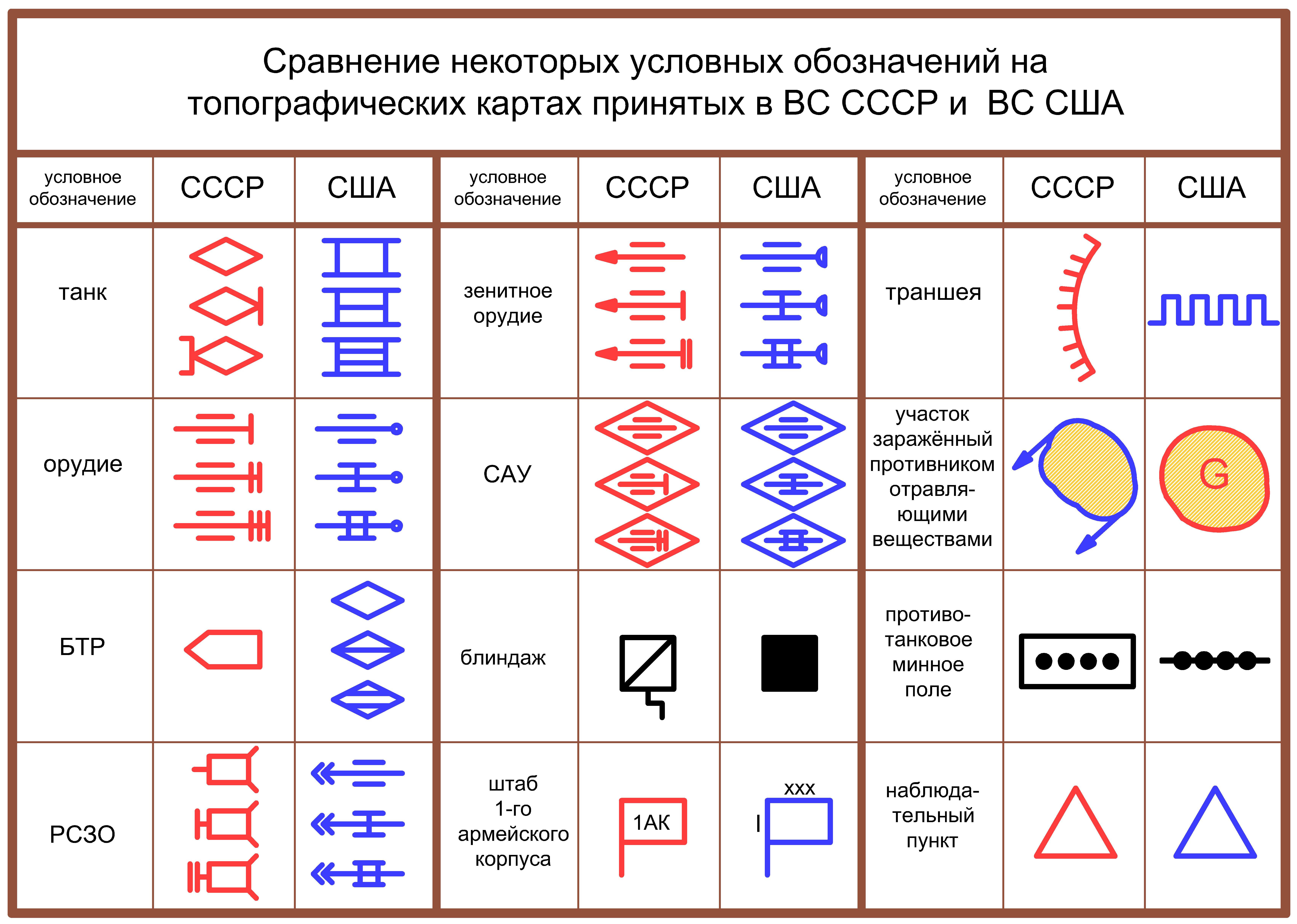
Некоторые условные знаки ВС СССР и США (НАТО), наносимые на рабочие документы с помощью офицерской линейки.

## Состав
Включает в себя:
- линейку;
- транспортир (180 градусов) с двусторонней миллиметровой шкалой делений;
- различные геометрические фигуры (круги, прямоугольники, квадраты, треугольники, овалы и так далее);
- специальные графические изображения и надписи Линейка офицерская, цены и изготовителя;
- масштабную шкалу;
- трафареты.

## Размер
- длина — 20 (20,5) см[5];
- ширина — 10 см.